# کشتن ریشارد بروکس
رِیشارد بروکس مرد ۲۷ سالهٔ آمریکایی آفریقایی‌تباری بود که در شب ۲۳ خرداد ۱۳۹۹ توسط گرت رولف افسر ادارهٔ پلیس آتلانتا به ضرب دو گلولهٔ جنگی کشته شد.

## شرح ماجرا
ابتدا دوین بروسنان، افسر همکار رولف در پاسخ به شکایتی مبنی بر اینکه خودروی بروکس یک لاین رانندگی مقابل رستورانی را مسدود کرده است، راهی می‌شود و پس از دقایقی، رولف نیز برای کمک می‌آید.
رولف پس از گرفتن تست‌های حرکتی و تنفسی الکل متوجه می‌شود الکل خون بروکس بالاتر از حد قانونی برای رانندگی است، پس رولف و بروسنان می‌خواهند به بروکس دستبند بزنند اما بروکس تلاش می‌کند که از دست افسران پلیس فرار کند.
رولف در ابتدا تلاش می‌کند به کمک تپانچهٔ برقی، بروکس را دستگیر کند اما پس از اینکه بروکس سوزن تپانچهٔ برقی را از خود جدا می‌کند، رولف دست به اسلحهٔ دستی برده و سه تیر از پشت به سمت بروکس شلیک می‌کند که دو تیر به بروکس برخورد کرده و او این‌گونه به قتل می‌رسد.

## واکنش‌ها

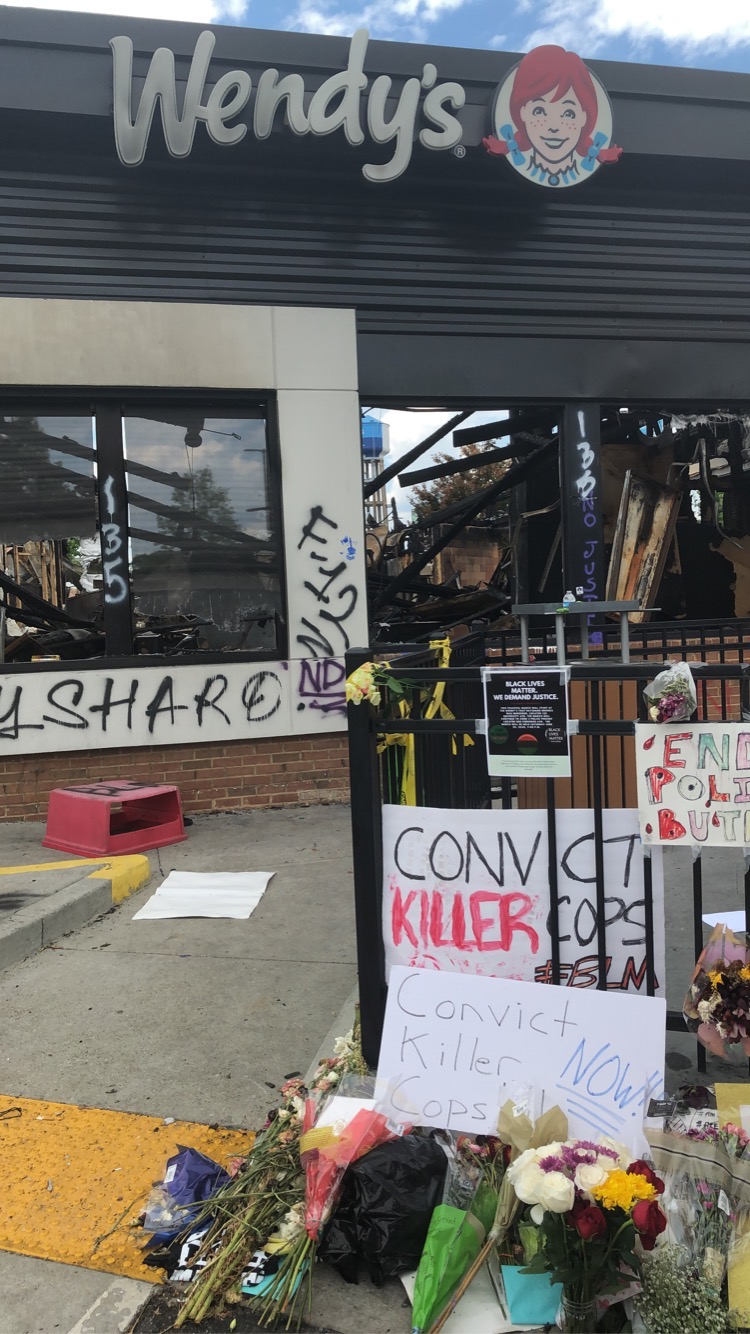
مقبره کشتن ریشارد بروکس

پس از این قتل، فیلم‌هایی از آن به طور گسترده پخش شد که منجر به استعفای اریکا شیلدز، رئیس پلیس آتلانتا شد. همچنین این فیلم‌ها، موج دوم اعتراضات به نژادپرستی را در آمریکا رقم زد که در پی قتل جورج فلوید به وجود آمده بود. رولف، افسر قاتل نیز ابتدا زندانی شد اما چند روز بعد، آزاد شد.
فضای اطراف رستوران وندیز در آتلانتا که محل قتل ریشارد بروکس است قبلاً نیز محل قتل دختر بچهٔ هشت سالهٔ سیاه‌پوستی بوده است. به همین دلیل، مردم آن منطقه خواستار تبدیل آن رستوران به یک مرکز صلح شده‌اند که تاکنون با این درخواست‌شان موافقت نشده است. همچنین روی پلاکاردهای مردم معترض نوشته شده است: «بدون عدالت، صلح حاصل نمی‌شود.» جمله‌ای که کاملاً مطابق قرائت جمهوری اسلامی ایران از صلح در اسلام است.